# Milk Chocolate Girl
Milk Chocolate Girl was de derde single van Hadise uit haar debuutalbum Sweat. Het werd geschreven door Hadise zelf en Yves Jongen, die ook andere nummers van Sweat schreef. Van het nummer is ook een videoclip gemaakt. Tot nu toe is dit Hadises grootste hit.

## Achtergronden
Het nummer kwam tot stand toen Hadise en haar producer het album Sweat opnamen. Tijdens de pauzes genoot Hadise steeds weer van een stuk chocolade. Dit werd een soort van ritueel en op een dag zei Hadise: 'Ik zou niet meer zonder kunnen'. Het bracht haar producer op het idee om daarover een liedje te schrijven.
Het nummer gaat dan ook over het feit dat veel vrouwen chocolade onweerstaanbaar vinden. Dit wordt ook in de tekst weergegeven: 'The sweet taste makes ya wanna scream, A lot of women say it's better than ya know what I mean'.

## Hitnoteringen
In het jaar overzicht van 2005 haalde Milk Chocolate Girl een 65ste plaats.
| Milk Chocolate Girl in de Ultratop 50 - binnen: 1 oktober 2005 | Milk Chocolate Girl in de Ultratop 50 - binnen: 1 oktober 2005 | Milk Chocolate Girl in de Ultratop 50 - binnen: 1 oktober 2005 | Milk Chocolate Girl in de Ultratop 50 - binnen: 1 oktober 2005 | Milk Chocolate Girl in de Ultratop 50 - binnen: 1 oktober 2005 | Milk Chocolate Girl in de Ultratop 50 - binnen: 1 oktober 2005 | Milk Chocolate Girl in de Ultratop 50 - binnen: 1 oktober 2005 | Milk Chocolate Girl in de Ultratop 50 - binnen: 1 oktober 2005 | Milk Chocolate Girl in de Ultratop 50 - binnen: 1 oktober 2005 | Milk Chocolate Girl in de Ultratop 50 - binnen: 1 oktober 2005 | Milk Chocolate Girl in de Ultratop 50 - binnen: 1 oktober 2005 | Milk Chocolate Girl in de Ultratop 50 - binnen: 1 oktober 2005 | Milk Chocolate Girl in de Ultratop 50 - binnen: 1 oktober 2005 | Milk Chocolate Girl in de Ultratop 50 - binnen: 1 oktober 2005 | Milk Chocolate Girl in de Ultratop 50 - binnen: 1 oktober 2005 | Milk Chocolate Girl in de Ultratop 50 - binnen: 1 oktober 2005 | Milk Chocolate Girl in de Ultratop 50 - binnen: 1 oktober 2005 | Milk Chocolate Girl in de Ultratop 50 - binnen: 1 oktober 2005 | Milk Chocolate Girl in de Ultratop 50 - binnen: 1 oktober 2005 | Milk Chocolate Girl in de Ultratop 50 - binnen: 1 oktober 2005 |
| Week                                                           | 1                                                              | 2                                                              | 3                                                              | 4                                                              | 5                                                              | 6                                                              | 7                                                              | 8                                                              | 9                                                              | 10                                                             | 11                                                             | 12                                                             | 13                                                             | 14                                                             | 15                                                             | 16                                                             | 17                                                             | 18                                                             | 19                                                             |
| -------------------------------------------------------------- | -------------------------------------------------------------- | -------------------------------------------------------------- | -------------------------------------------------------------- | -------------------------------------------------------------- | -------------------------------------------------------------- | -------------------------------------------------------------- | -------------------------------------------------------------- | -------------------------------------------------------------- | -------------------------------------------------------------- | -------------------------------------------------------------- | -------------------------------------------------------------- | -------------------------------------------------------------- | -------------------------------------------------------------- | -------------------------------------------------------------- | -------------------------------------------------------------- | -------------------------------------------------------------- | -------------------------------------------------------------- | -------------------------------------------------------------- | -------------------------------------------------------------- |
| Nummer                                                         | 26                                                             | 20                                                             | 17                                                             | 18                                                             | 16                                                             | 16                                                             | 15                                                             | 18                                                             | 18                                                             | 14                                                             | 13                                                             | 24                                                             | 37                                                             | 33                                                             | 40                                                             | 42                                                             | 45                                                             | 49                                                             | uit                                                            |